# كارستا لوك
كانت كارستا لوك (بالألمانية: Carsta Löck) (28 ديسمبر 1902 — 19 أكتوبر 1993) ممثلة سينمائية ألمانية. نالت شهرة واسعة في فترة السبعينات بتلقيبها كروسا مايا في الفيلم والمسلسل التلفزيوني السويدي عن إيميل من لونيبرغا.

## روابط خارجية
- كارستا لوك على موقع IMDb (الإنجليزية)
- كارستا لوك على موقع ألو سيني (الفرنسية)
- كارستا لوك على موقع قاعدة بيانات الأفلام السويدية (السويدية)
- كارستا لوك على موقع قاعدة بيانات الفيلم (الإنجليزية)
- كارستا لوك على موقع كينوبويسك (الروسية)